# 三島神社 (東伊豆町稲取)
三島神社（みしまじんじゃ）は、静岡県賀茂郡東伊豆町稲取にある神社。現地では「三嶋神社」表記が用いられることもある。
現在は同地区の八幡神社の兼務社であり、御朱印も同神社で得ることができる。

## 概要
稲取港の南方近隣に鎮座している。
創建は不詳。かつては奥平（現・字山田）に鎮座していたが、万寿年間（1024年-1028年）に現在地に遷座したと伝承され、また正徳年間（1711年-1716年）に再建されたとの記録が残っている。
場所柄、大漁を祈願する神社として漁民の信仰が厚い。

## 祭神
- 大山祇命
- 事代主命